# Guy Morgan
Munden Guy Morgan (Virginia Beach, 23 agosto 1960) è un ex cestista statunitense.

## Carriera
Selezionato al secondo giro del Draft NBA 1982 dopo quattro stagioni alla Wake Forest University, ha giocato in NBA con la maglia degli Indiana Pacers.